# Tyresö musikklasser
Tyresö musikklasser är en kommunal grundskoleutbildning med musikprofil vid Nyboda Skola i Tyresö kommun, startad år 1985.
Drygt 120 elever deltar efter intagningsprov i musikundervisningen med huvudinriktning på körsång.
Tyresö musikklasser är en av de 10 första musikklasserna som startades i Sverige på 1980-talet (tillsammans med bland annat Sollentuna musikklasser och Nacka Musikklasser) med inspiration från Adolf Fredriks musikklasser, startat 1939 och Västerås och Norrköpings musikklasser som startade på 1960-talet.
Musikklasserna är ett komplement till den vanliga grundskoleundervisningen för årskurs 4-9 med utökad kursplan. 
Drivande i starten av Tyresö Musikklasser var Anne Aaltonen Samuelson, själv skolad av Bror Samuelson i Västerås Musikklasser.  
Hon startade även Tyresö Vokalensemble 1986, som från början hette Tyresö Diskantkör, för de elever i Tyresö Musikklasser som ville fortsätta sjunga när skoldagen var slut Hon var kvar som huvudlärare för Tyresö Musikklasser fram till 2012.
På Nyboda skola har man även profilklass i Idrott.
Under några år fanns det profilklass i Teknik, men den är numera nedlagd.